# Scabina antipoda
Scabina antipoda är en kackerlacksart som först beskrevs av Kirby, W. F. 1903.  Scabina antipoda ingår i släktet Scabina och familjen storkackerlackor. Inga underarter finns listade i Catalogue of Life.